# Choepa

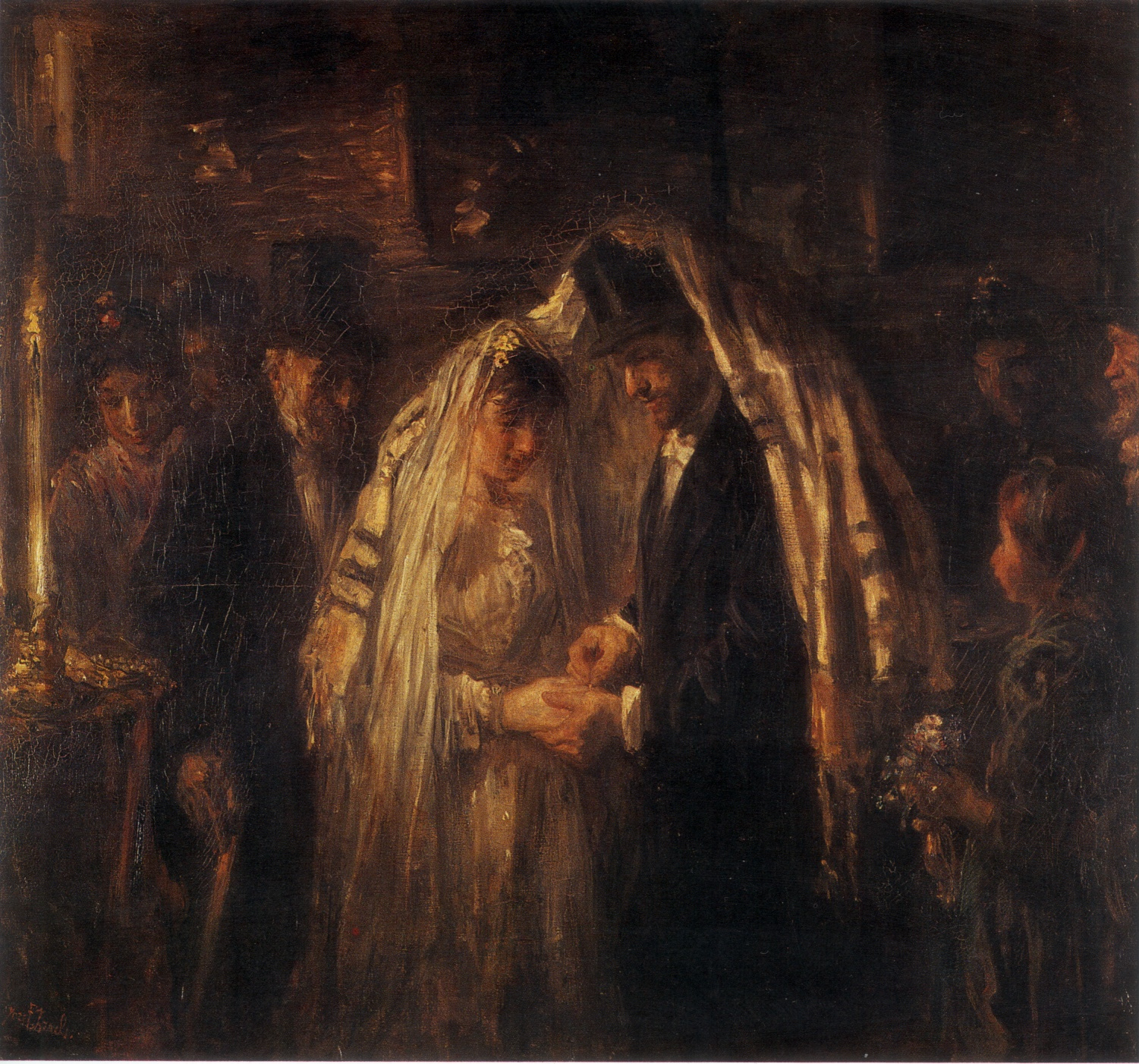
De huwelijksvoltrekking zoals geschilderd in 1903 door Jozef Israëls

Choepa (Hebreeuws: חוּפָּה) of choppe (Nederlands-Jiddisch/Asjkenazische uitspr.) is een baldakijn die gebruikt wordt bij het sluiten van een joods huwelijk. Het woord Choepa betekent letterlijk baldakijn en wordt ook wel als pars pro toto voor de traditionele huwelijksceremonie gebruikt.  
Bij de ceremonie staan bruid en bruidegom samen onder een aan vier palen bevestigd baldakijn dat in de sjoel (synagoge) of buiten - onder de sterrenhemel - wordt opgesteld.  
Behalve onder de huwelijksbaldakijn trouwt men ook wel onder een talliet. Beide symboliseren het huis dat het stel samen zal gaan bewonen. Volgens sommige minhagiem (joodse gewoontes) wordt de ceremonie geheel of gedeeltelijk in de open lucht voltrokken, het liefst met het vallen van de avond. De reden hiervan is dat men dan direct boven de choppe de hemel kan zien, die herinnert aan de Bijbelse belofte dat de nakomelingen van aartsvader Abraham zich zullen vermeerderen als de sterren aan de hemel.
In Nederland trouwde men vroeger vaak onder een talliet zoals op het hiernaast afgebeelde schilderij van Jozef Israëls te zien is. Vandaag de dag is dit echter niet meer gebruikelijk.  

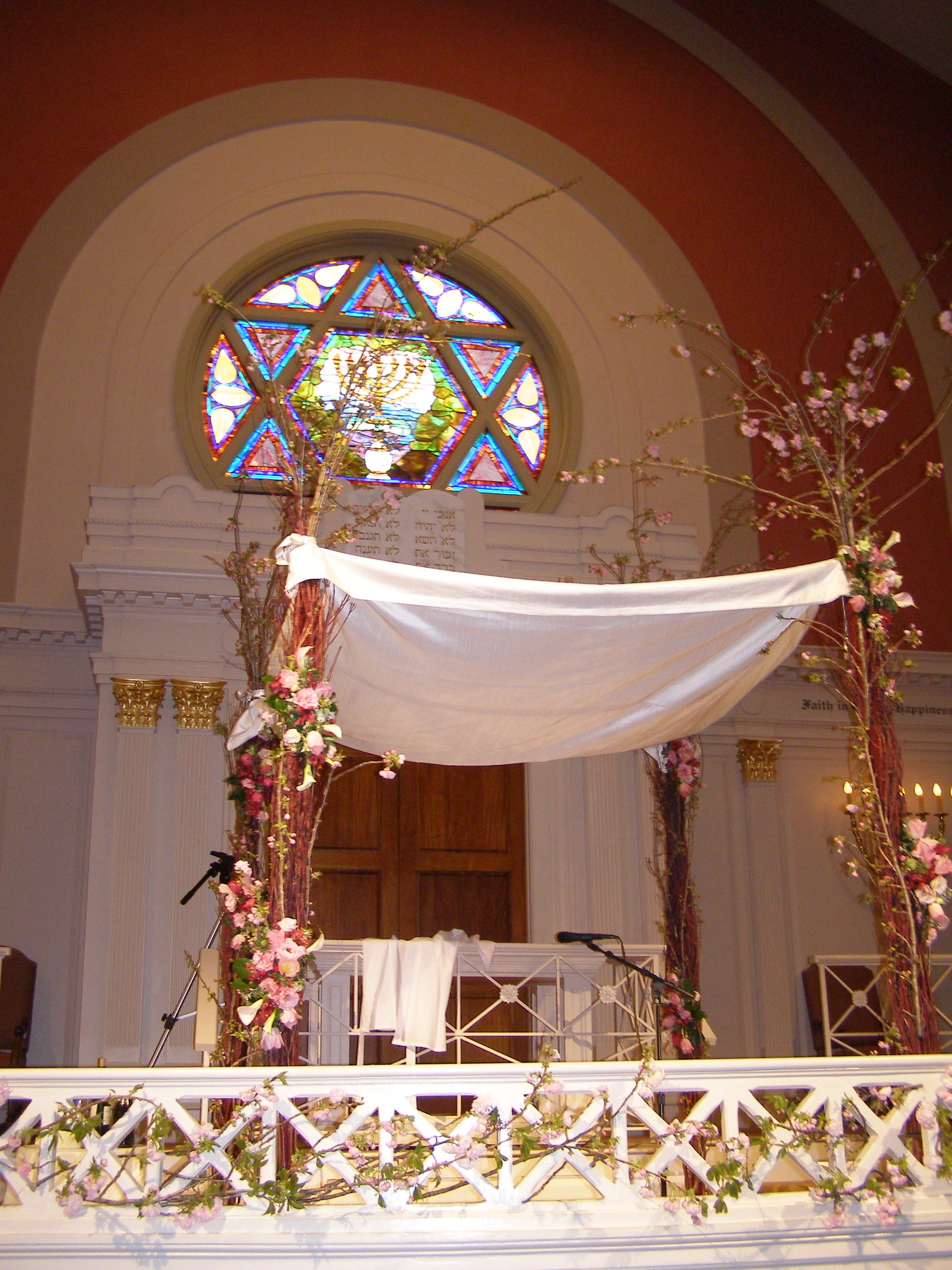
Choepa in een Amerikaanse synagoge
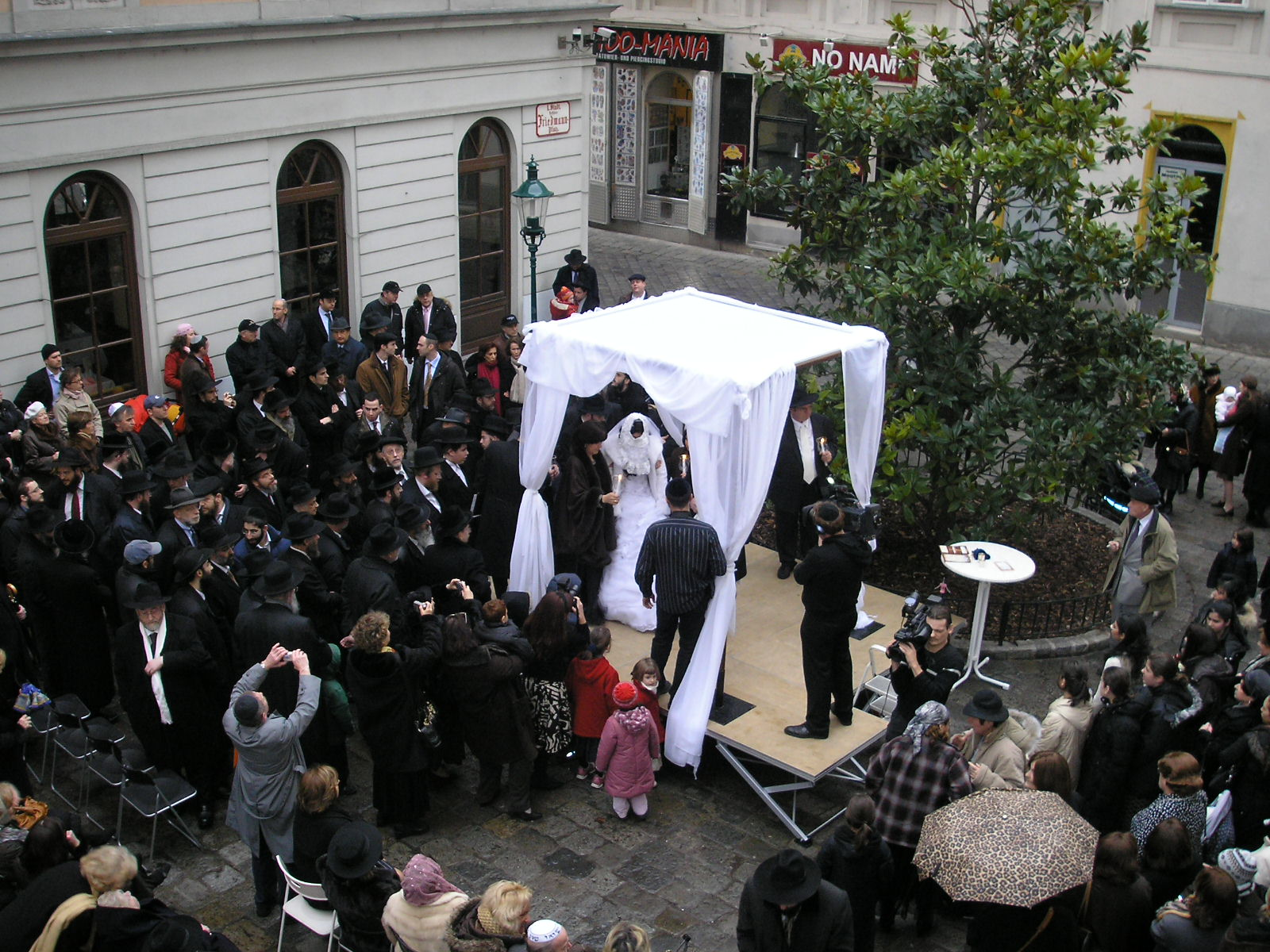
Choepa bij een joods huwelijk in de open lucht in Wenen